# Batissa similis
Batissa similis е вид мида от семейство Cyrenidae.

## Разпространение
Видът е разпространен в Индия (Андамански и Никобарски острови).